# Isus din Nazaret în artă

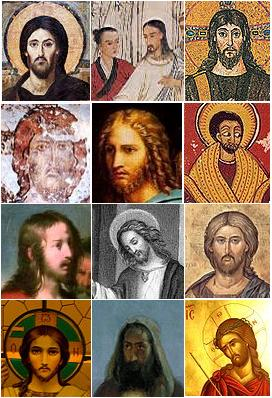
Diverse imagini ale lui Isus Hristos

Imaginea lui Isus Hristos în cultura lumii este procesul de a-l reprezenta pe Isus în artă, până când omenirea a ajuns la forma general acceptată (standardizată) a aspectului său fizic. Majoritatea imaginilor lui Isus au acum o serie de trăsături comune, deși anterior erau mult mai diverse - imaginile lui Isus au arătat caracteristicile etnice ale culturilor în care au fost create.

## Istorie

### Creștinismul timpuriu

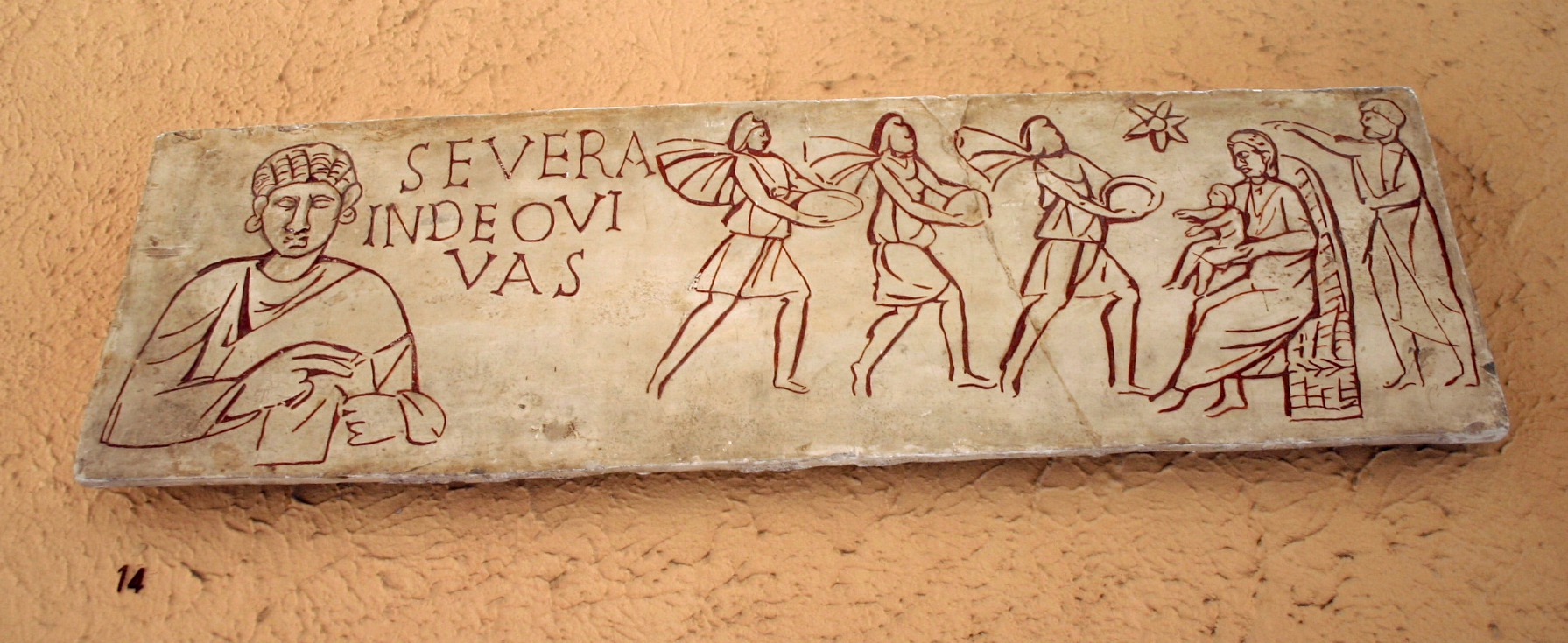
Lespede sculptată cu Adorația magilor pe un sarcofag din catacombele romane, secolul III.

#### Înainte de Constantin cel Mare
Nu există descrieri autentice ale înfățișării lui Isus Hristos. În Apocalipsa lui Ioan Teologul (Apoc. 1:14,15) există descrieri care se corelează uneori cu Iisus Hristos, dar acest lucru este discutabil: „Capul și părul Lui erau albe ca lâna albă, ca zăpada, ochii Lui erau ca para focului, picioarele Lui erau ca arama aprinsă și arsă într-un cuptor și glasul Lui era ca vuietul unor ape mari.” În Faptele Apostolilor, Isus apare ca „lumina din cer” care l-a orbit temporar pe Apostolul Pavel. Apocalipsa 1:12-16 face referire la următoarea viziune a lui Isus: „am văzut șapte sfeșnice de aur. Și în mijlocul celor șapte sfeșnice, pe cineva care semăna cu Fiul omului, îmbrăcat cu o haină lungă până la picioare și încins la piept cu un brâu de aur”.

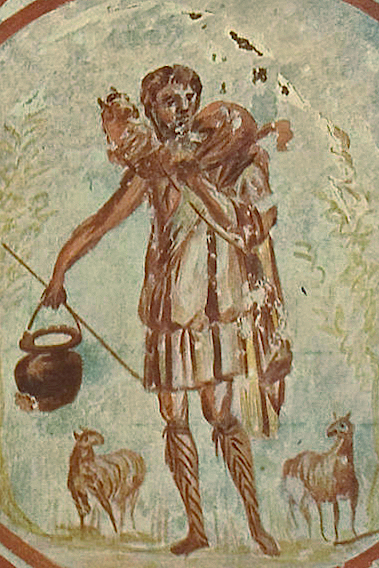
Isus ca Bunul Păstor, frescă din Catacomba Sfântului Calixt, secolul al III-lea

Una dintre cele zece porunci  („Să nu ai alți dumnezei afară de mine. Să nu-ți faci chip cioplit, nici vreo înfățișare a lucrurilor care sunt sus în ceruri, sau jos pe pământ, sau în apele mai de jos decât pământul. Să nu te închini înaintea lor și să nu le slujești.”, Exod 20:4-6) –  a împiedicat reprezentarea artistică a lui Isus de către evrei. Aceștia au fost în special împotriva reprezentării figurilor umane și a plasării statuilor în temple, lucru care a continuat până în secolul al III-lea d.Hr. Primele imagini cu oameni în temple au devenit cunoscute abia în timpul săpăturilor la sinagoga Dura-Europos, construită la mijlocul secolului al III-lea. În timpul persecuției creștinilor din Imperiul Roman, era interzis, de asemenea, să se facă desene în biserică și să se închine lor. Problema înfățișării oamenilor în temple a fost subiect de controversă până la sfârșitul secolului al IV-lea.

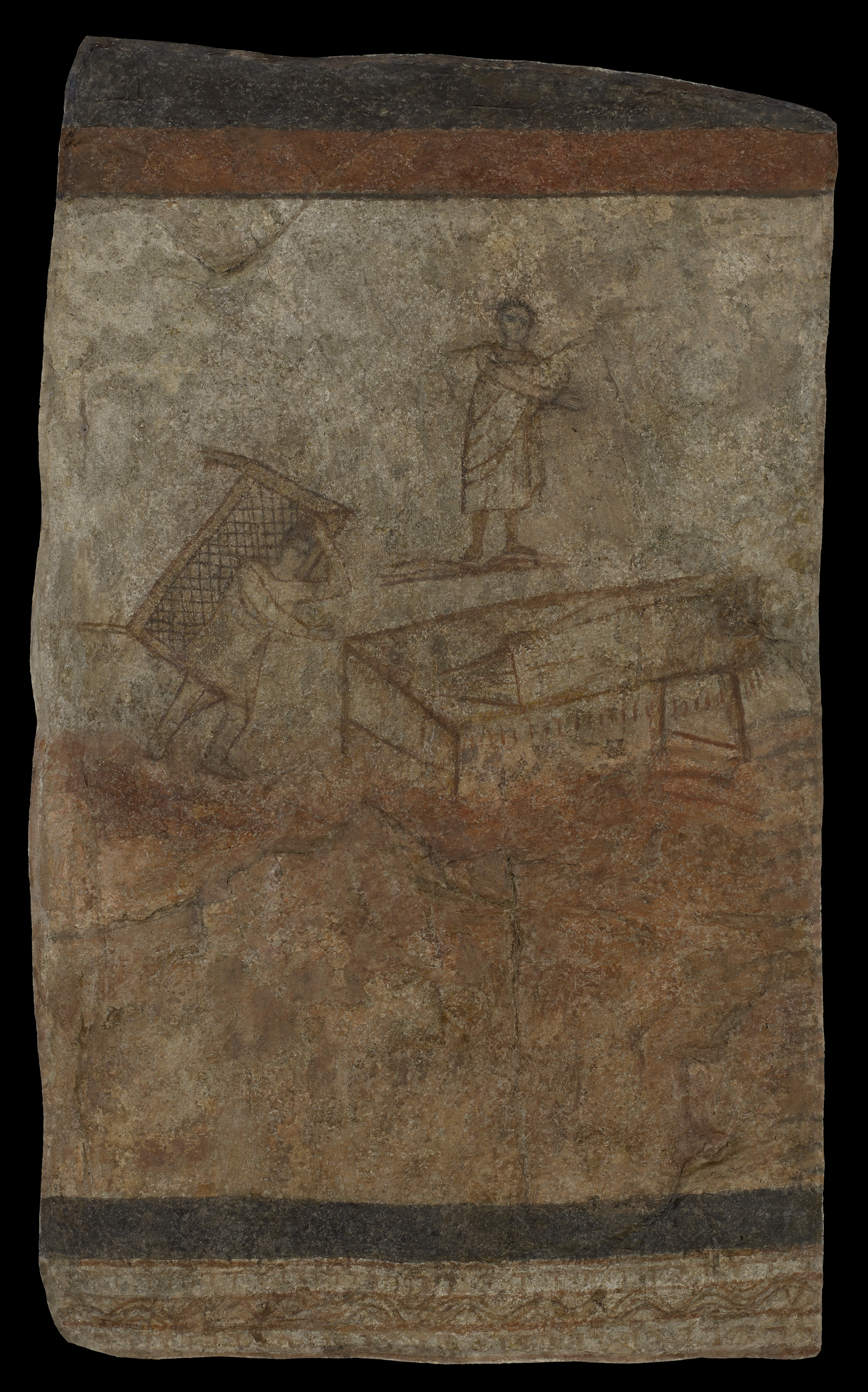
Reprezentare din secolul al IV-lea din orașul Dura-Europos, Siria

Cele mai vechi imagini supraviețuitoare ale lui Isus Hristos în arta creștină datează de la începutul secolului al IV-lea. Ele se găsesc pe pereții mormintelor din catacombele Romei, cel mai probabil deținute de creștini bogați. De asemenea, un portret foarte vechi al lui Isus a fost găsit în Siria și datează din aproximativ 235. A fost înfățișat ca un tânăr fără barbă, îmbrăcat în stilul unui tânăr filozof într-o tunică și mantie, cu părul tăiat scurt - semne de bună educație în societatea greco-romană. Din aceasta se poate deduce că unii primi creștini nu au acordat atenție contextului istoric conform căruia Iisus era evreu și l-au prezentat doar în termenii propriei lor culturi.

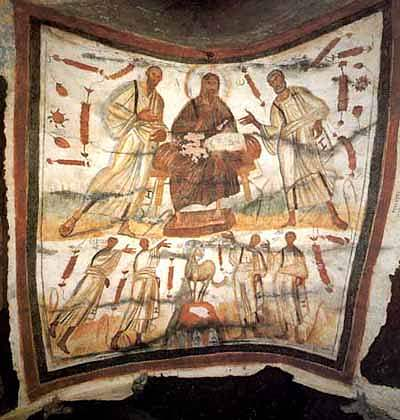
Isus Bărbos între Petru și Pavel (în catacombele lui Marcellin și Petru la Roma)

Apariția imaginilor cu Isus a avut unele implicații teologice. În timp ce unii creștini credeau că Isus ar trebui să aibă înfățișarea frumoasă a unui tânăr erou clasic, gnosticii credeau că el își poate schimba înfățișarea după dorința ilustratorului. Alții, inclusiv Părinții Bisericii Iustin  și Tertulian, au considerat că, după Isaia 53:2, Hristos era „ ca o odraslă slabă”. Ieronim și Augustin de Hipona au susținut că Isus trebuie să fie perfect frumos la față și la trup. Augustin a spus: el ar trebui să fie „frumos, ca un copil, pe pământ și în cer”.

#### După Constantin cel Mare

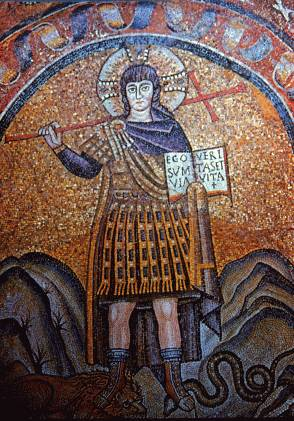
Isus fără barbă pe un mozaic din Capela Arhiepiscopală, Ravenna

Din secolul al III-lea au apărut primele scene din viața lui Hristos, inclusiv Botezul Domnului și Cina cea de Taină. Mai multe scene pe tema vieții lui Hristos din biserica Dura-Europos din Siria au supraviețuit până astăzi. Pe parcursul secolului al IV-lea, cele mai multe scene îl arată pe Hristos tânăr, fără barbă, cu părul scurt care nu îi ajunge pe umeri. Uneori este înfățișat cu o baghetă magică, cu care a transformat apa în vin, a înmulțit pâinea și peștele, l-a înviat pe Lazăr (imagine pe ușile Bisericii Santa Sabina din Roma).
Potrivit arheologului și istoricului de artă Paul Zanker, aspectul bărbos al lui Iisus Hristos cu părul lung este asociat cu reprezentarea unor filozofi carismatici precum Eufrat Stoicul, Dion Hrisostomo și Apollonius din Tyana, despre care s-a afirmat, de asemenea, că au făcut minuni. Tot din secolul al III-lea, unii apologeți creștini , precum Clement din Alexandria, recomandau purtarea bărbii pentru bărbații creștini.

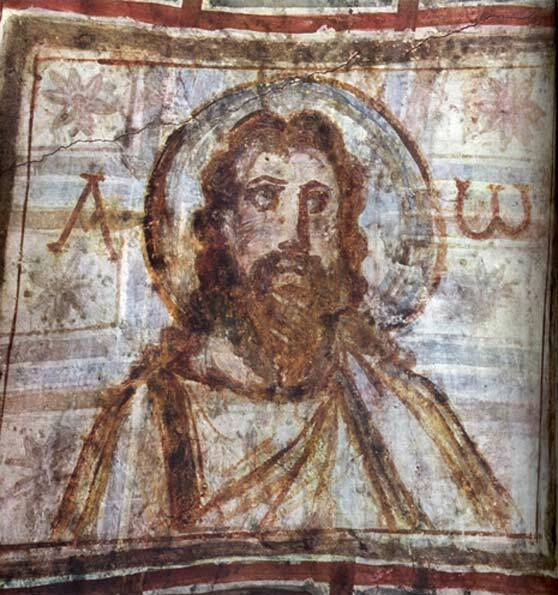
Pictură murală din catacomba Commodilla. Una dintre primele imagini cu barbă ale lui Isus, la sfârșitul secolului al IV-lea.

De la mijlocul secolului al IV-lea, după ce creștinismul a fost legalizat prin Edictul de la Milano din 313, imaginea lui Isus în iconografie a fost înfățișată în două feluri - fără barbă și cu barbă. În secolul al V-lea a început să fie înfățișat în cea mai mare parte cu barbă și păr lung și, de asemenea, cu un halou cruciform. Această imagine a dominat Imperiul Bizantin. Simultan, Isus a fost, de asemenea, portretizat fără barbă, ca în Basilica di Sant'Apollinare Nuovo și Capela Arhiepiscopală din Ravenna. De regulă, un Isus fără barbă era înfățișat înainte de Patimile lui Hristos, după care a început să fie portretizat cu barbă.
După ce Iisus cu barbă și păr lung a devenit imaginea acceptată a lui, trăsăturile feței sale au început să fie și ele standardizate. Acest proces a durat până în secolul al VI-lea în creștinismul răsăritean și ceva mai mult în creștinismul occidental, unde Isus a fost înfățișat fără barbă până în secolul al XII-lea. Până la sfârșitul Evului Mediu, barba a devenit o caracteristică a sa integrală.

#### Perioada târzie

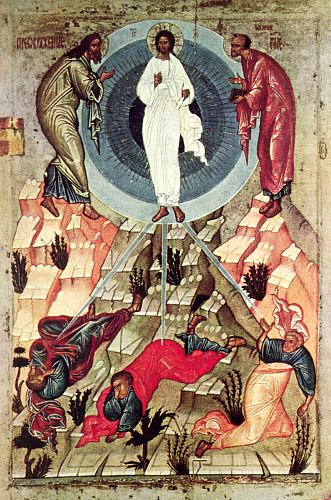
Schimbarea la Față. Școala Novgorod, sec. XV

Din secolul al VI-lea și până în prezent, Iisus a fost înfățișat cu o față alungită, păr lung și drept, castaniu, desfăcut la mijloc și ochi în formă de migdale.

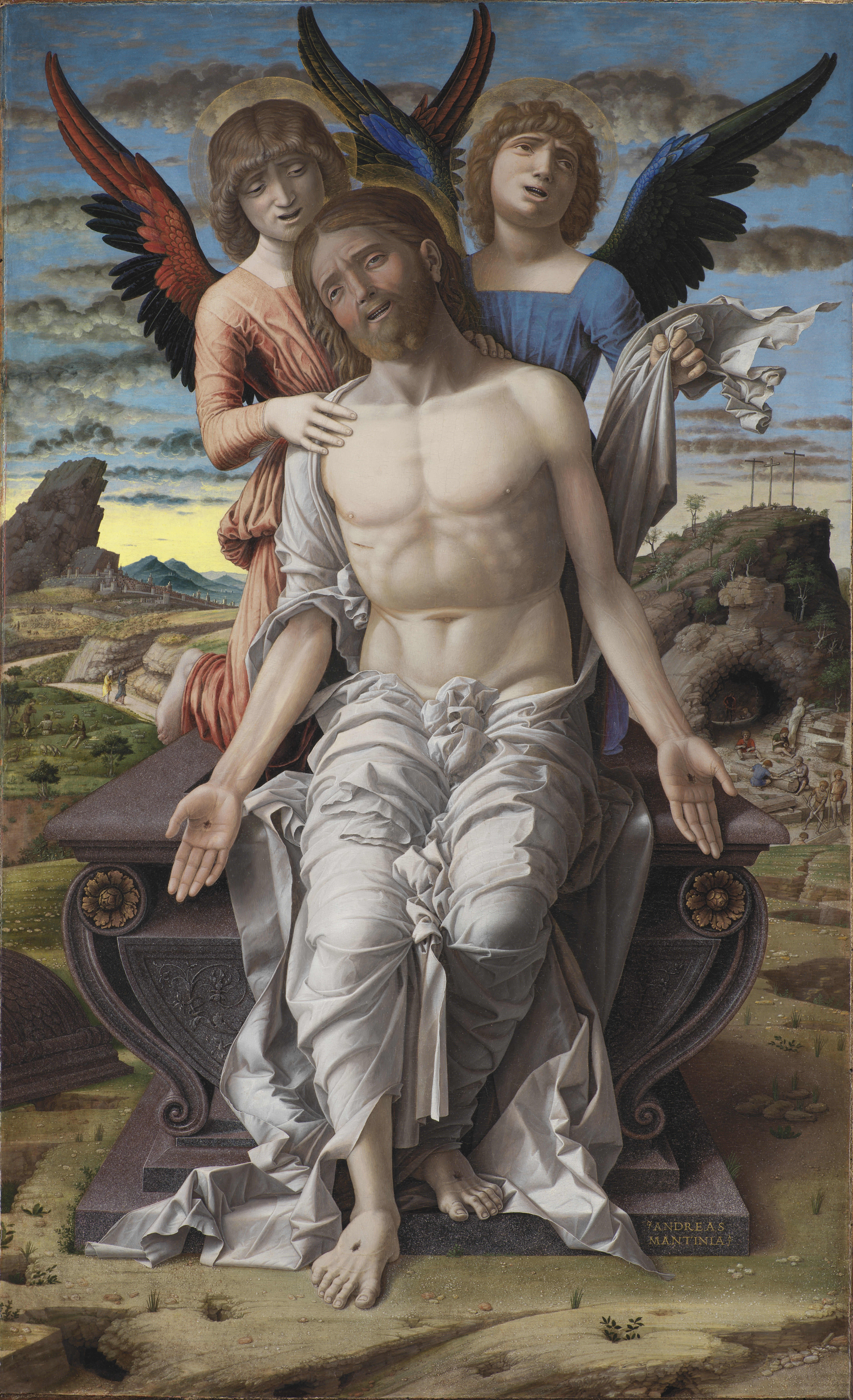
Andrea Mantegna, Hristos ca Mântuitor al suferinței

În perioada iconoclasmului bizantin, venerarea icoanelor a încetat, prin urmare, a fost interzisă înfățișarea lui Hristos, dar din secolul al IX-lea această interdicție a fost ridicată. Schimbarea la Față a Domnului a fost una dintre temele principale în Orient, iar fiecare călugăr ortodox care a studiat pictura icoanelor și-a dovedit priceperea pictând icoana Schimbării la Față. În acest moment, când imaginile occidentale ale lui Isus erau din ce în ce mai concentrate pe o imagine realistă a lui aproape de o persoană, în Est icoanele au fost pictate ținând cont de perspectiva inversă - s-a intenționat schimbarea dimensiunii și proporțiilor corpului pentru a se trece dincolo de realitatea pământească.

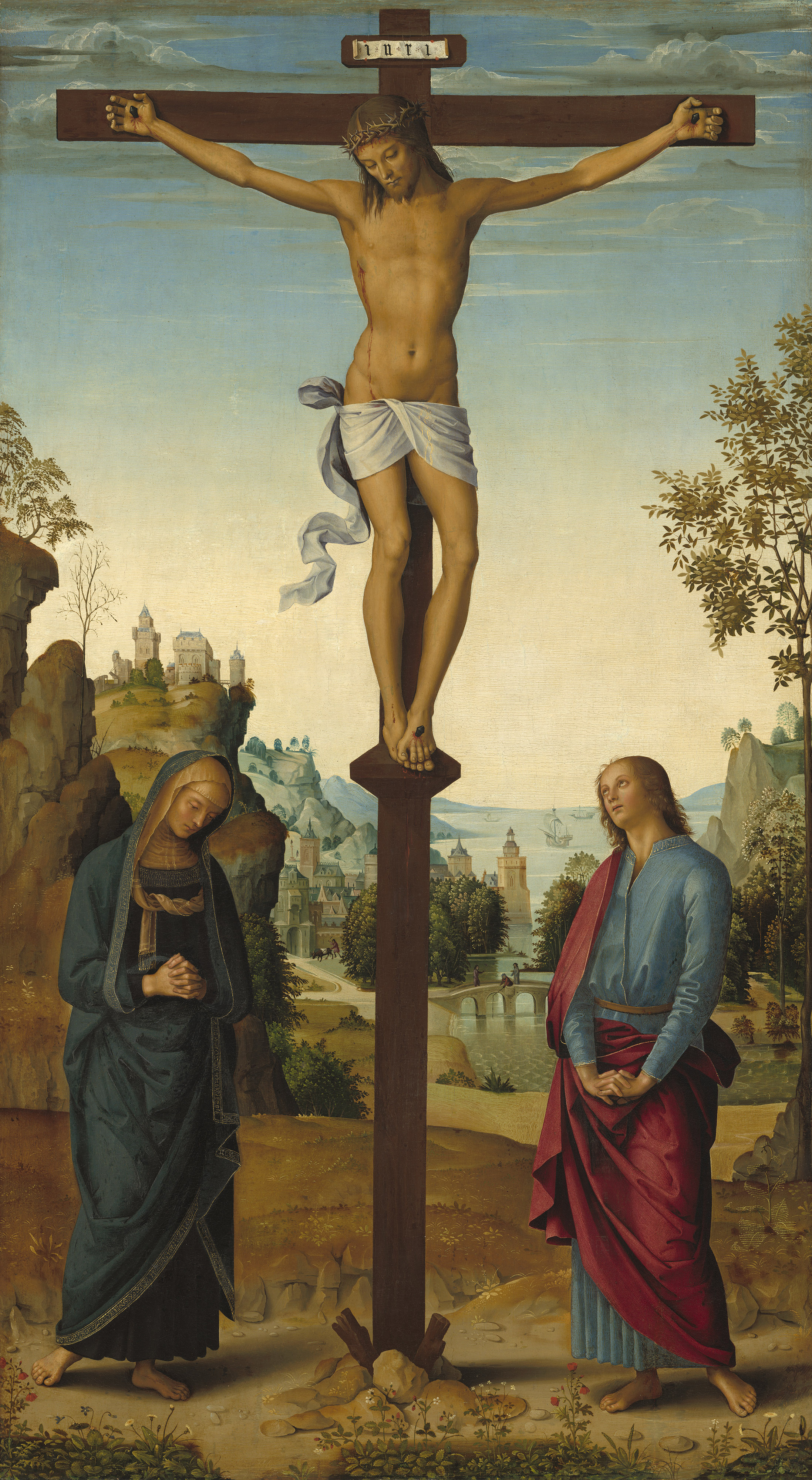
Pietro Perugino, Hristos răstignit

Secolul al XIII-lea a devenit important în modelarea imaginii Domnului Isus ca făcător de minuni în creștinismul occidental. Franciscanii au început să sublinieze smerenia lui Isus de la nașterea lui până la moartea sa prin răstignire. În același timp, ei au înfățișat bucuria nașterii lui Hristos și agonia răstignirii sale. Aceste sentimente au devenit predominante în descrierea lui de-a lungul mai multor secole. Renașterea a dat naștere unui număr de artiști care au creat pânze artistice colorate care îl înfățișează pe Isus cu o frumusețe umană ideală. Printre cei mai cunoscuți artiști au fost Giotto di Bondone, Fra Angelico, Leonardo da Vinci. Isus a început să fie reprezentat în sculptură.

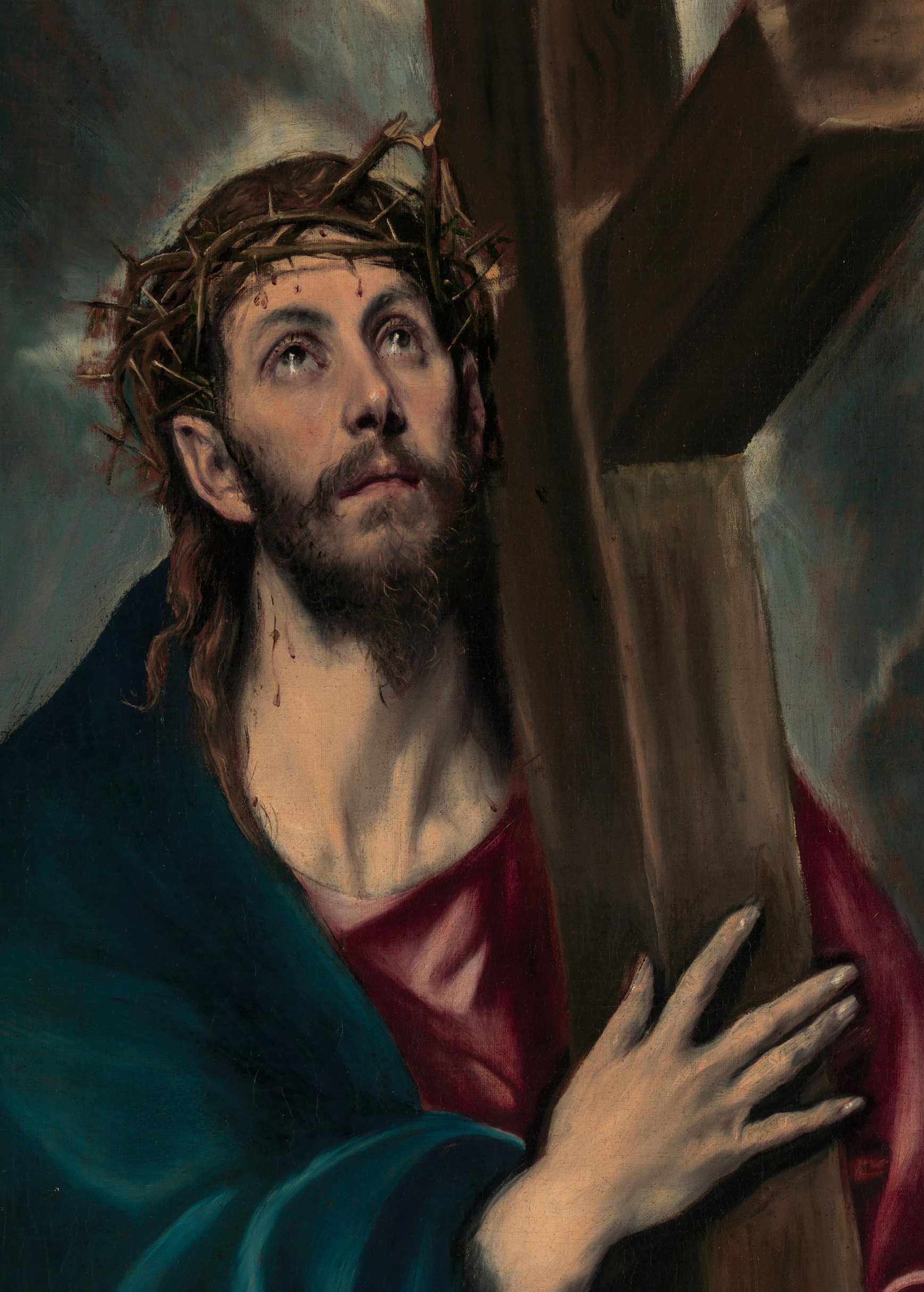
Hristos purtând crucea, 1580, de El Greco, a cărui artă reflectă atât rădăcinile sale în tradițiile greco-ortodoxe, cât și contrareforma catolică

Perioada Renașterii depline a coincis cu începutul Reformei Protestante, care, mai ales în primele sale decenii, s-a opus violent idolatriei, ducând la distrugerea multor imagini ale lui Isus Hristos. Treptat, imaginea lui Isus a devenit acceptabilă pentru majoritatea protestanților care și-au prezentat aspectul standard. Contrareforma catolică a afirmat importanța artei în ajutorul credincioșilor și a promovat reprezentarea pe scară largă a imaginii lui Hristos, tot într-o formă standard.
Odată cu dezvoltarea civilizației umane, până la sfârșitul secolului al XIX-lea, când au fost găsite noi artefacte legate de Isus și au apărut noi tipuri de artă, Hristos a început să fie reprezentat pe scară largă în cărți, cinematografie și sculptură.
În 1801, sculptorul englez Thomas Banks, împreună cu artiștii Benjamin West și Richard Cosway, au efectuat un experiment pe corpul unui criminal executat pentru a verifica cât de corect este reprezentat Iisus Hristos răstignit în arta mondială din punctul de vedere al anatomiei umane.

## Galerie

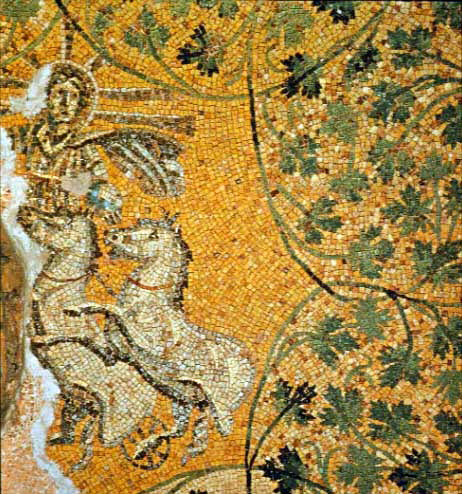
O reprezentare a lui Isus călare în carul său. Mozaic din secolul al III-lea din grotele Vaticanului de sub Bazilica Sf. Petru.
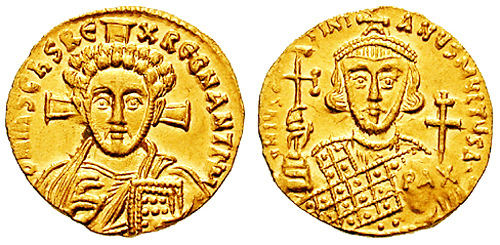
Isus este reprezentat pe o monedă bizantină de la începutul secolului al VIII-lea. După iconoclasmul bizantin, toate monedele îl înfățișau pe Hristos.
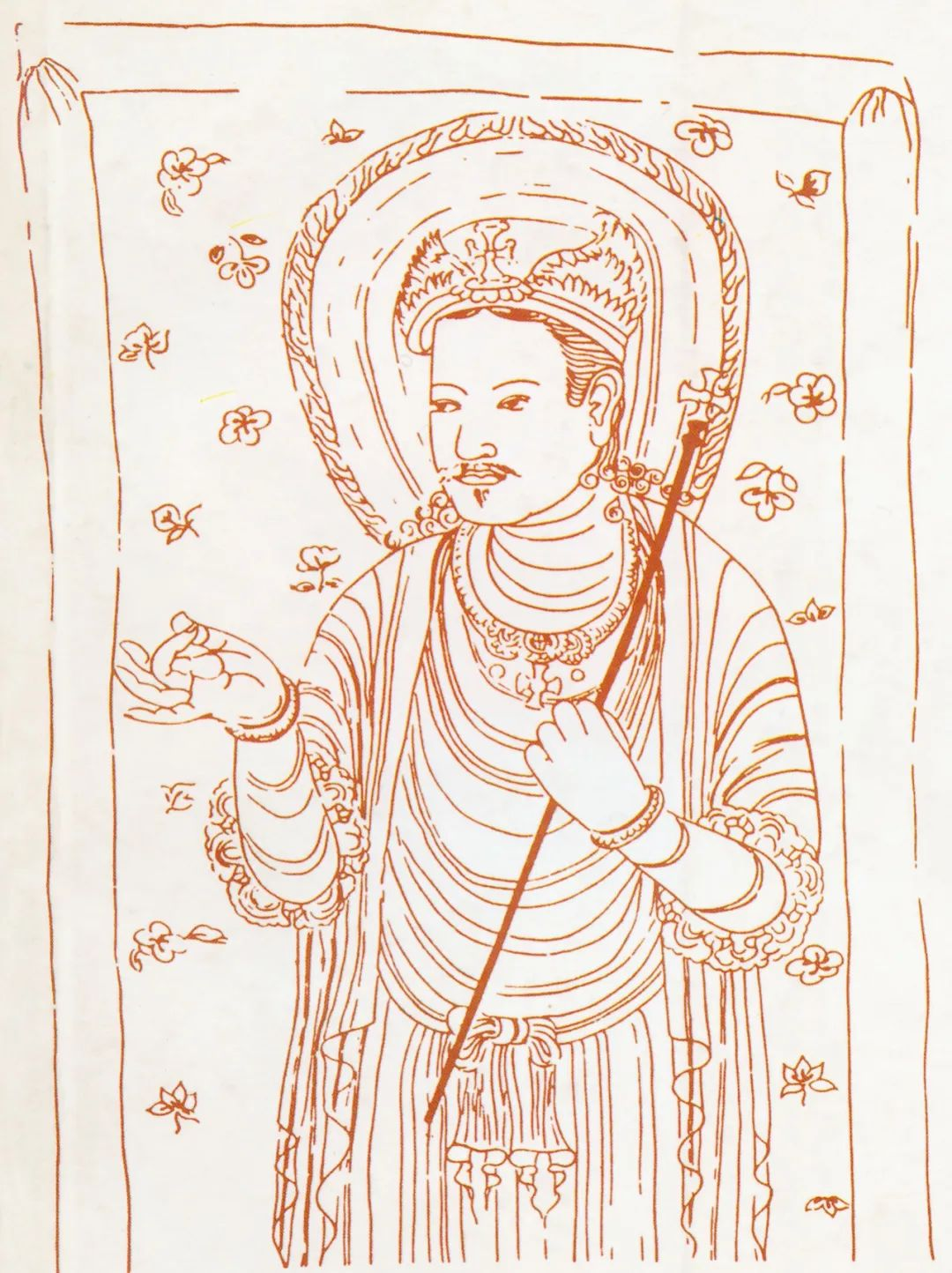
Reconstituire a Bisericii Orientului din China - pictura lui Iisus Hristos, secolul al IX-lea.
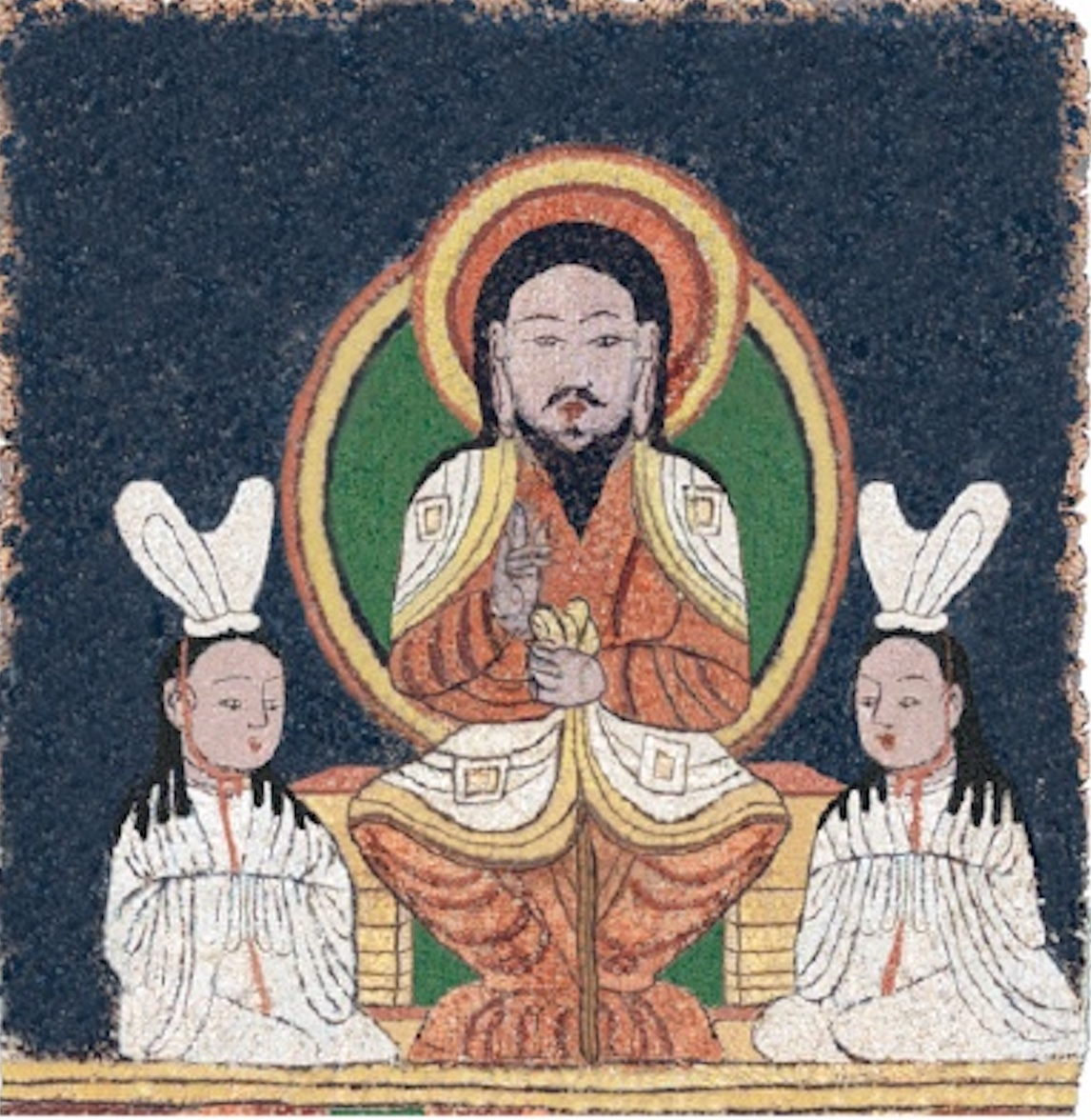
Reconstituirea imaginii lui Isus (Yišō) înscăunat pe un stindard al templului maniheic din  Qocho din secolul al X-lea (Asia Centrală de Est).
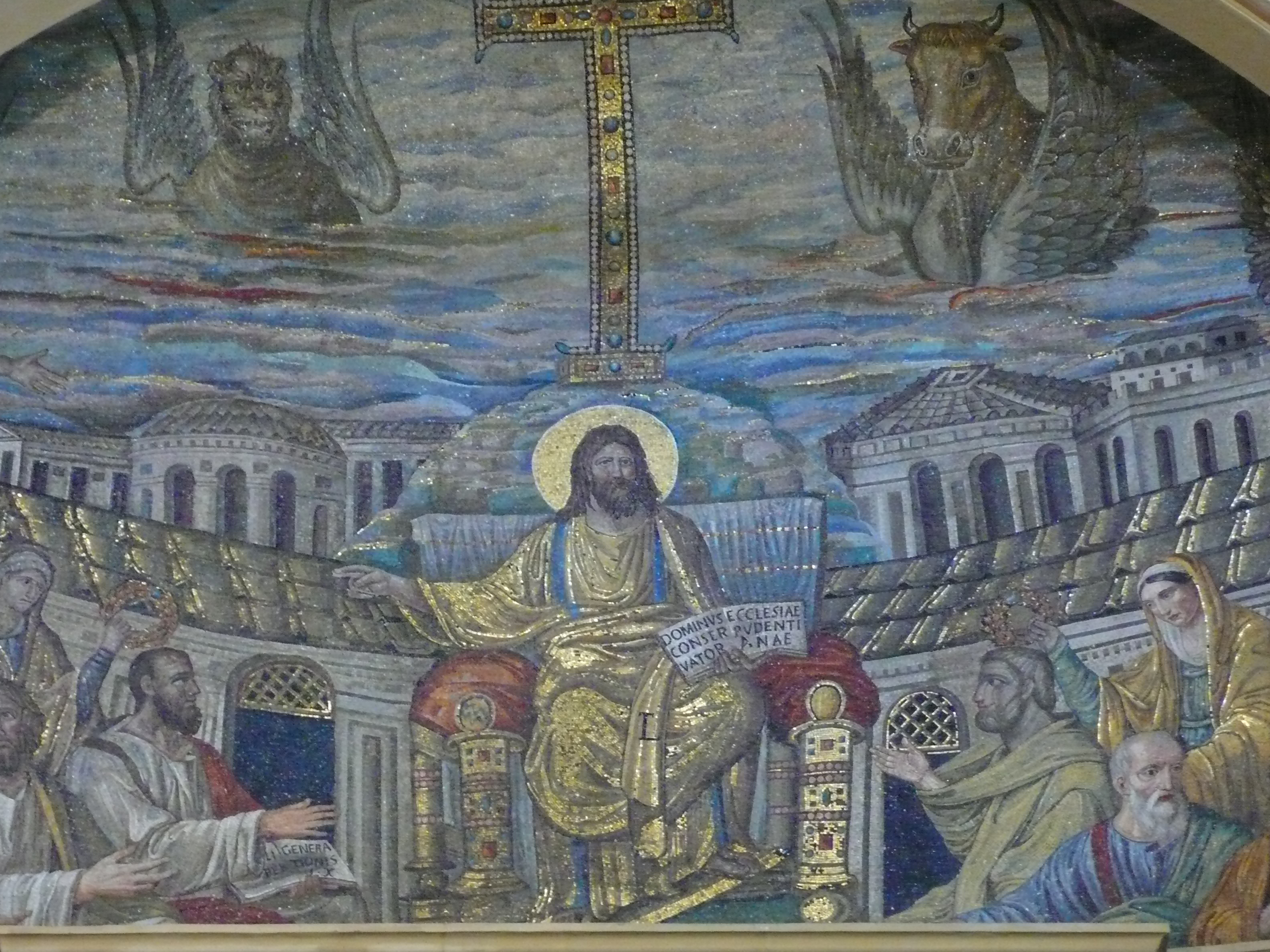
Mozaicul absidei din Santa Pudenziana, Roma; detaliu; c. 410 d.Hr.
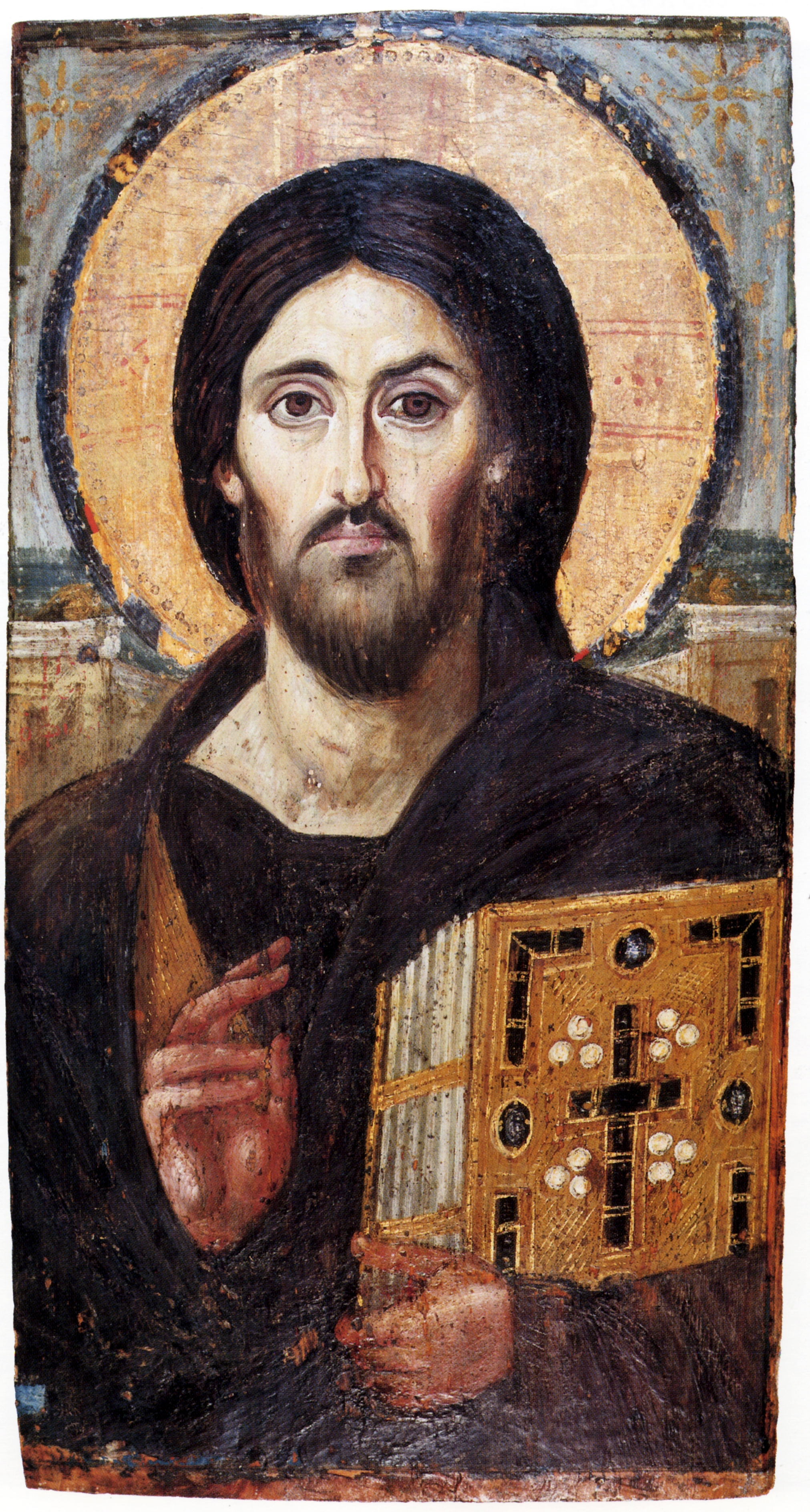
Cea mai veche icoană a lui Christos Pantocrator păstrată până în prezent, c. sec. al VI-lea, Mănăstirea Sfânta Ecaterina din Muntele Sinai.
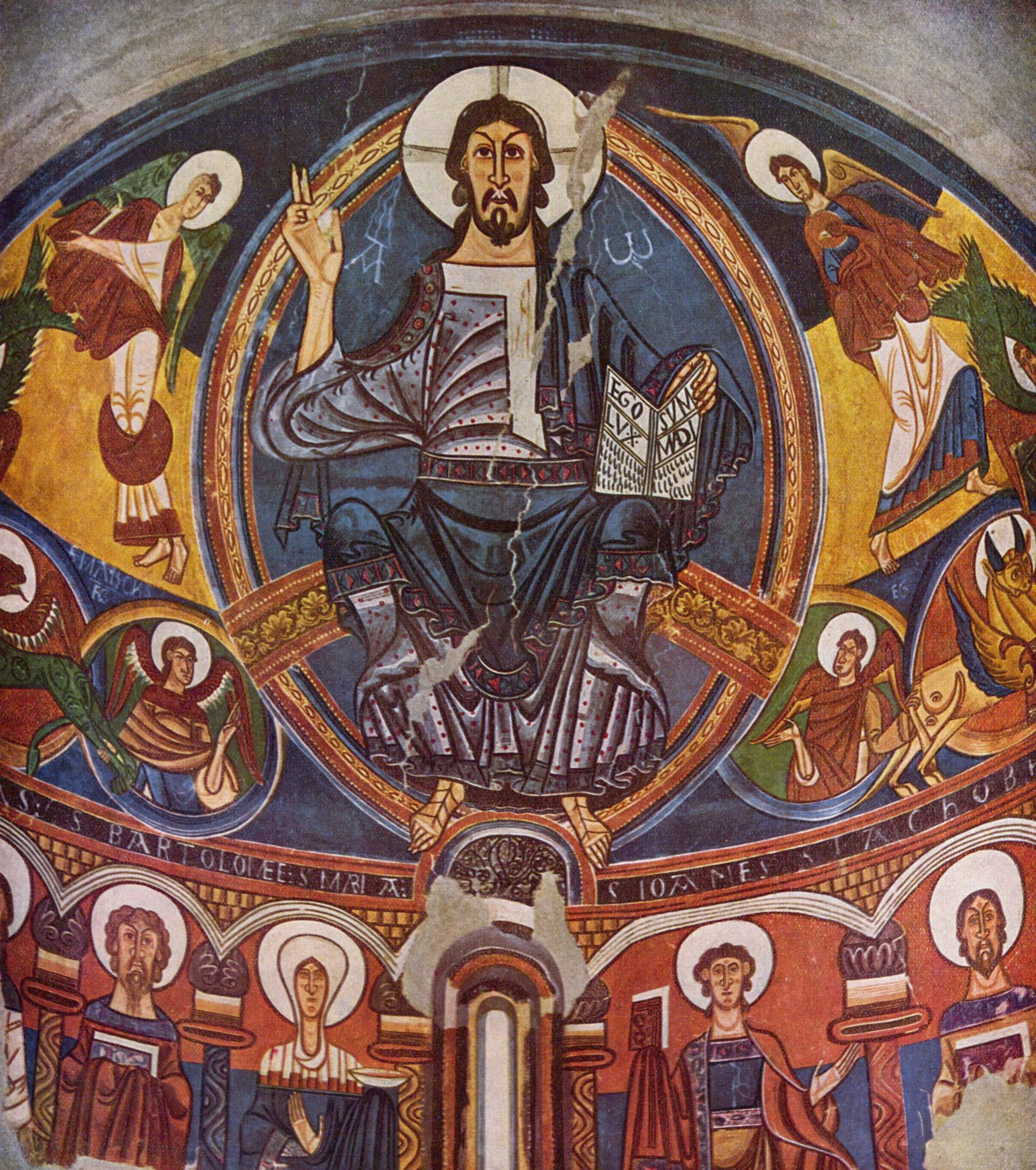
Christos Pantocrator, Biserica Sant Climent din Taüll, Catalonia, sec. al XI-lea
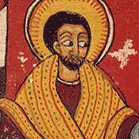
O imagine etiopiană a lui Isus din secolul al XVIII-lea